# Euxoa infusa
Euxoa infusa är en fjärilsart som beskrevs av Smith 1902. Euxoa infusa ingår i släktet Euxoa och familjen nattflyn. Inga underarter finns listade i Catalogue of Life.